# 16 Korpus Pancerny (ZSRR)
16 Humański Korpus Pancerny odznaczony Orderem Czerwonego Sztandaru, Suworowa i Kutuzowa (ros. 16-й танковый Краснознамённый орденов Суворова и Кутузова корпус) – jednostka pancerna Armii Czerwonej z okresu II wojny światowej.

## Historia
16 Korpus Pancerny (w skrócie „16-й тк”) powstał w 1942. Uczestnicząc w walkach na froncie wschodnim wchodził w skład  2 Armii Pancernej. Dowodzony był przez gen. mjr Iwana Dubowoja. Funkcję szefa sztabu pełnił płk Dawid Bibergan. W 1944 uczestniczył w letniej ofensywie Armii Czerwonej o kryptonimie Bagration. Będąc w składzie 2 Armii Pancernej 24 lipca zdobył Lublin. W bitwie pod Warszawą  stoczonej z niemieckimi jednostkami pancernymi 1 Dywizją Pancerno-Spadochronową Hermann Göring, 3 Dywizją Pancerną SS „Totenkopf” i 5 Dywizją Pancerną SS „Wiking”, Korpus poniósł olbrzymie straty i został zmuszony do odwrotu, następnie podobnie jak pozostałe jednostki armii radzieckiej uczestniczące w bitwie, został zluzowany  przez oddziały 70 i 47 armii. 

## Struktura organizacyjna
- 107 Brygada Pancerna (ros. 107-я танковая бригада) - dowódca płk Tichon Abramow
- 109 Brygada Pancerna (ros. 109-я танковая бригада) - dowódca płk Wasilij Makarow
- 164 Brygada Pancerna (ros. 164-я танковая бригада) - dowódca płk Nikołaj Kopyłow
- 15 Brygada Zmotoryzowana (ros. 15-я мотострелковая бригада) - dowódca płk Ilja Stukow[2].

Według danych z 20 lipca 1944, 16 KPanc liczył 11 088 żołnierzy, a jego głównym uzbrojeniem było:
- 213 czołgów (192 T-34 i 21 IS-2),
- 42 samobieżne działa pancerne (21 SU-85 i 21 M-10),
- 87 45 moździerzy,
- 51 dział i
- 7 samobieżnych wyrzutni rakietowych[4].